# The United States of America (2022)
The United States of America ist ein US-amerikanischer Film in dokumentarischer Form unter der Regie von James Benning aus dem Jahr 2022. Der Film feierte am 11. Februar 2022 auf der Berlinale seine Weltpremiere in der Sektion Forum.

## Handlung
Der Film steht in Beziehung zu Bennings gleichnamigem Film aus dem Jahr 1975, ein Porträt der USA durch die Windschutzscheibe eines Fahrzeugs. Für den Film aus dem Jahr 2022 durchquerte der Regisseur das Land und zerlegte das Material in statische Aufnahmen, die in der alphabetischen Reihenfolge der Bundesstaaten angeordnet und jeweils knapp zwei Minuten lang sind. Ansichten von Städten, Landschaften und den Übergängen porträtieren die USA der Gegenwart von Heron Bay, Alabama bis Kelly, Wyoming und sparen auch Problematisches nicht aus: heruntergekommene Tankstellen, marode Straßen, ein Camp unter einer Brücke, ein durch Trockenheit geschädigtes Flussbett, eingezäunte Anstalten. Die optischen Motive repräsentieren dabei aber nicht nur Bundesstaaten, sondern auch Filme. Die Vergangenheit blitzt in Songs und Reden auf, die ab und an die Hintergrundgeräusche übertönen.

## Produktion

### Filmstab
Regie führte James Benning, der auch für Drehbuch, Kamera und Produktion verantwortlich war.  

### Dreharbeiten und Veröffentlichung
Der Film feierte am 11. Februar 2022 auf der Berlinale seine Weltpremiere in der Sektion Forum.

## Auszeichnungen und Nominierungen
- 2022: Internationale Filmfestspiele Berlin
  - Nominierung für den Berlinale Dokumentarfilmpreis[4]